# Sūr-e Bozorg
Sūr-e Bozorg (persiska: Şabūr-e Bozorg, صبور بزرگ, سور بزرگ) är en ort i Iran.   Den ligger i provinsen Kohgiluyeh och Buyer Ahmad, i den centrala delen av landet, 500 km söder om huvudstaden Teheran. Sūr-e Bozorg ligger 1 136 meter över havet och antalet invånare är 200.
Terrängen runt Sūr-e Bozorg är kuperad åt nordost, men åt sydväst är den bergig. Runt Sūr-e Bozorg är det ganska glesbefolkat, med 47 invånare per kvadratkilometer. Närmaste större samhälle är Landeh, 18,2 km söder om Sūr-e Bozorg. Omgivningarna runt Sūr-e Bozorg är i huvudsak ett öppet busklandskap.